# 横纹南鳅
横纹南鳅（学名：Schistura fasciolatus）为輻鰭魚綱鯉形目條鳅科南鳅属的鱼类，俗名花带条鳅、花纹条鳅、横纹条鳅。分布于越南北方以及珠江水系、南流江、韩江、九龙江、海南岛、长江中上游、香港等，本魚體延長，口下位，唇薄，表面具有皺褶，上頷中央有1齒狀突起，下頷前緣有V形缺刻，具觸鬚3對，側線完整，尾鰭略凹入，上下葉圓鈍，體色淡黃色，體側具有10-16條深褐色橫帶，頭部具深色蟲紋，背鰭基部有一黑斑，體長可達12公分，棲息在山區溪流底層水域，可做為食用魚。该物种的模式产地在海南岛。

## 扩展阅读
維基物種上的相關：横纹南鳅